# 벨라루스 요리

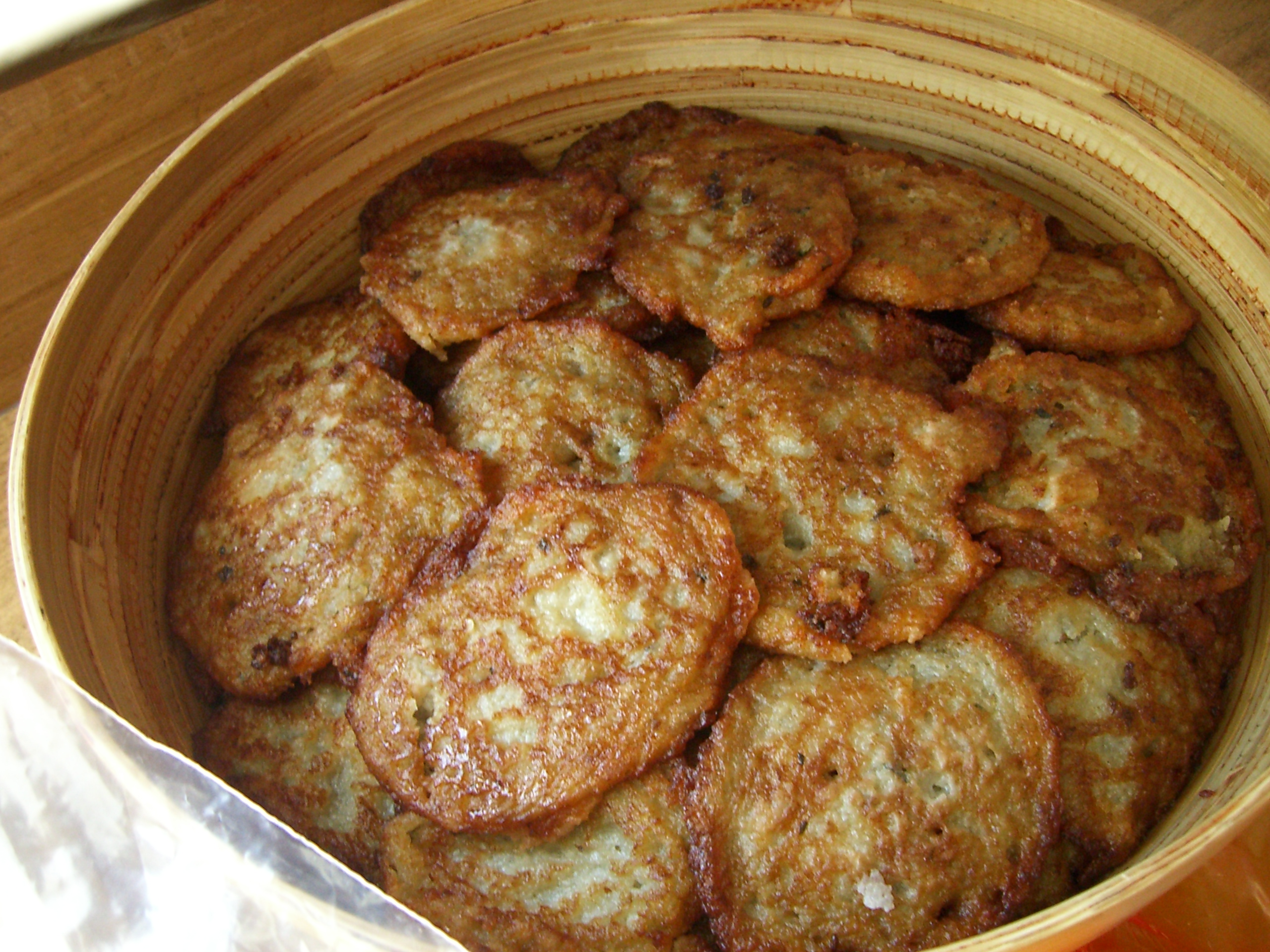
드라니키

벨라루스 요리(Belarus 料理, 벨라루스어: беларуская кухня 벨라루스카야 쿠흐냐)는 동유럽에 있는 벨라루스의 요리이다. 다른 동부 유럽, 중앙 유럽 및 아랍 요리와 거의 유사점이 있으며 주로 이 지역에 전형적인 육류 및 다양한 채소를 기본으로 한다.  

## 고기
고기는 대부분의 사람들에게 희귀한 음식이었고, 주로 기독교의 주된 공휴일에만 먹었다. 

## 반찬
반찬은 일반적으로 삶은 것, 튀김 또는 매시드 포테이토, 카샤, 쌀 또는 파스타이다. 고기 요리는 자주 둥근 진흙 냄비에 쌓인 블리니 또는 드라니키와 함께 제공된다. 

## 같이 보기
- 동유럽 요리
- 슬라브 요리